# Микотерапия
Микотерапията (на старогръцки: μύκης – „гъба“) е прилагането на гъби и производни техни екстракти за превенция, както и като поддържаща или самостоятелна терапия при различни заболявания. Лечението с гъби служи предимно за подпомагане на имунната система. Среща се още и под наименованието фунготерапия (на латински: fungos – „гъба“).
Гъбите, които имат лечебни свойства са ядливи или неядливи (неотровни дървесни видове), отглеждани основно в Азия. Познати са като „лекарствени“, медицински“ или „витални“ гъби и се предлагат под формата на добити по специална технология екстракти (извлек на активните вещества от гъбите).

## История
Въпреки че продукти на основата на гъби са били използвани в традиционната и народната медицина от хилядолетия, традиционната медицина открива техните полезни качества и започва да извлича активните им съставки за първи път с откриването на пеницилина от Александър Флеминг през 1928 г. От тогава много активни вещества, добити от гъби, са част от съвременните антибиотици и медицината започва постепенно да ги използва в широк спектър от терапевтични схеми. Фармакологични изследвания са изолирали и редица противогъбични, противовирусни и антибактериални вещества от гъби.
Като част от китайската традиционна медицина гъбите се използват с лечебна цел вече повече от 2000 години. В Китай гъбите от векове имат репутацията на „еликсир на живота“ и им е отредено място в групата на „висшите билки“. През 1309 г. китайският лечител Ву Горин в трактата си „Лекарствени средства за ежедневна употреба“ описва лечебните свойства на гъбите. В древния японски наръчник по източна медицина „Shinnoh Honsohkyo“ са описани повече от 350 вида билки и гъби. Лечебните свойства на гъбите са споменати и от средновековния персийски лечител Авицена, чието съчинение „Канон на медицината“, преведено на латински език през 12 век, в продължение на няколко века е основно ръководство на лекарите в Близкия изток и в Европа.
Може би най-отдавна използваната гъба в медицината е гъбата рейши (Ganoderma lucidum), известна на китайски като Ling Zhi („духовно растение“), и на японски като Mannentake („10 000-годишната гъба“). В древна Япония друга гъба – майтаке (Grifola frondosa) се е търгувала срещу теглото си в сребро.
Гъбата Inonotus obliquus се използва в Русия още през 16 век и се споменава в романа на Александър Солженицин „Раково отделение“ (1967).
Микотерапията е част от съвременната комплементарна и алтернативна медицина, която се прилага за подпомагане на имунната система и като съпътстваща терапия срещу патогенни микроорганизми (вируси, гъбички, бактерии), паразити, имунни, автоимунни, обменни, дистрофични, онкологични и други заболявания. През 1998 г. систематичен преглед на разпространението на алтернативната медицина в 13 държави установява, че около 31% от болните от рак пациенти използват някаква форма на алтернативна или комплементарна медицина. Микотерапията е един от методите на алтернативната медицина, които все по-често се прилагат в допълнение към официалните методи, прилагани за борба с онкологични заболявания. Според редица изследвания, лекарствените гъби стимулират дейността на имунната система, противодействат на раковите клетки и помагат за ограничаване на страничните ефекти от конвенционалното лечение на рака.
Изследванията за възможностите на екстрактите от лекарствени гъби в борбата с рака започват от 70-те години на 20 век, основно от учени в Китай, Русия, Корея, Япония и все по-често САЩ (Мицуно и колектив, 1995; Кид, 2000; Борхес и колектив, 1999; Васер и Вайс). Първите научни изследвания на противотуморните свойства на някои видове гъби се появяват в края на 60-те години на 20 век от японския професор Тацуро Икекауа и колектив (1969) – „Антитуморното действие на воден разтвор на ядливи гъби“ и Чихара и колектив (1969). Те демонстрират, че екстракти от няколко различни видове гъби имат изразено действие срещу тумор от типа Sarcoma 180 при мишки. Тези наблюдения веднага привличат общественото внимание. В двете изследвания активните съставки са водноразтворими полизахариди, извлечени от 7 вида ядливи гъби. Според изследванията, полизахаридите засягат туморите индиректно, като влияят върху имунната система.
В Япония, Русия, Китай и САЩ от плодните тела, мицели и мицелни култури на различни медицински гъби – Lentinus edodes (Шиитаке), Ganoderma lucidum (Рейши), Schizophyllum commune (Шизофилум), Trametes versicolor (Траметес), Inonotus obliquus (Инонотус) и Flaminulina velutipes (Фламинулина) са разработени няколко различни полизахаридни антитуморни агенти. В Япония препаратите от лекарствени гъби са класифицирани като лекарствени средства и съставляват около 30% от пазара на туморостатиците (вещества, които задържат развитието на тумора) и имуномодулаторите (вещества, които регулират имунитета, като намаляват повишената и повишават понижената му функция). Лекарствените гъби се продават под различни форми – нарязани и цели изсушени гъби, чайове, прахове, екстракти – течни (водни и алкохолни), капсули, прах от спори. Въпреки че признават полезните свойства на лекарствените гъби, научните среди в Европа все още считат, че са необходими по-задълбочени изследвания. На европейския пазар микотерапевтичните продукти се предлагат като хранителни добавки за засилване на имунната система.

## Видове лекарствени гъби (витални гъби)
За да се определи начина на приложение и дозировката на лекарствените гъби според индивидуалните характеристики на пациента, е препоръчителна консултация с микотерапевт. В България функционира сдружение „Общество по лекарствените гъби България“, което обединява лекари и натуропати, работещи с лекарствени гъби.
Гъбите, изброени по-долу, са показали значителен положителен ефект като допълващи терапии на тежки заболявания, включително рак:

### Шиитаке[13](Lentinula edodes)
Шиитаке е най-добре изучената гъба. В Япония извлечената от нея субстанция лентинан днес е одобрена като лекарствено средство за лечение на рака на стомаха. Института за Военно-медицински изследвания на САЩ във Фредерик, щат Мериленд, определя лентинана като едно от най-активните вещества за защита от радиация. Активните вещества са 1 – 3 бета-глюкани, полизахарид KS-2, гликопротеини – LEM и LAP, аминокиселината еритаденин, която понижава холестерола, желязо, витамини. Има 3 хиляди години традиция като лечебно средство.
Използва се успешно за:
- комплементарна терапия при онкологични заболявания (на храносмилателната система, белите дробове, яйчниците, левкемии, доброкачествени тумори)
- потискане страничните ефекти на химиотерапията
- атеросклероза, повишен холестерол
- хипертония и нарушения на кръвоснабдяването
- повишен риск от инфаркт на миокарда
- жълтеница, понижаване нивата на пикочната киселина
- артрит, ревматизъм
- бронхит
- засилване на имунната система при вирусни, бактериални, паразитни и гъбични инфекции
- синдром на хроничната умора
- диабет
- алергии
- стомашни язви
- автоимунни заболявания (мултиплена склероза, атопичен дерматит, автоимунен тиреоидит, лупус еритематодес, склеродермия, полиартрит)
- мигрена
- шум в ушите
- вирусен хепатит В
- психоневрологични разстройства – страх, безпокойство, депресия, нощно напикаване
- локално приложение при пародонтоза

### Мейтаке[17](Grifola frondosa)
Мейтаке е вкусна кулинарна гъба, но японците я ценят и заради лековитите ѝ свойства. Традиционно е използвана в Япония като тоник за стимулиране на имунната система и увеличаване на жизнеността. В последните години мейтаке е една от най-често изследваните заради своето терапевтично действие гъби. Активни вещества: грифон-Д, бета-глюкани, Д- и МД частици.
Успешно се прилага при:
- комплементарна терапия при онкологични заболявания (на млечната жлеза, панкреаса, яйчниците, кожата, стомаха, черния и белия дроб, простатата)
- потискане страничните ефекти на химиотерапията
- диабет
- СПИН
- хепатити и хепатопротекция
- понижаване на кръвното налягане, регулация на кръвосъсирването, атеросклероза
- засилване на имунната система при вирусни, бактериални, паразитни и гъбични инфекции
- сърдечен инфаркт и заболявания на коронарните съдове
- ритъмни сърдечни нарушения
- наднормено тегло
- чревни възпаления
- остеопороза – предпазва костната система
- възстановяване на хормоналния баланс при жените
- предменструален синдром

### Рейши[18](Ganoderma lucidum, Ling Ji)
Заради високите си здравословни качества и отсъствието на странични ефекти, гъбата рейши придобива на Изток репутацията на лидер измежду лечебните гъби. Среща се в 6 цвята – червена (акашиба), бяла (широшиба), черна (курошиба), синя (аошиба), жълта (кишиба) и лилава (мурасакишиба). Съдържа 119 вида терпеноиди, с изразено противовирусно, противовъзпалително и противотуморно действие, бета- и хетеро-бета-глюкани, линг-жи протеин, ганодермични киселини.
Прилага се успешно за:
- комплементарна терапия при онкологични заболявания на стомаха, черния и белия дроб, мозъка, кожата, бъбреците, панкреаса
- потискане страничните ефекти на химиотерапията
- неврози, страхови състояния, безпокойство, нарушения на съня
- хипертония, нарушено кръвооросяване, отоци, ритъмни сърдечни нарушения, повишен риск от инфаркт, слединфарктни и слединсултни състояния
- засилване на имунната система при вирусни, бактериални, паразитни и гъбични инфекции
- високи стойности на холестерола и кръвната захар
- алергии
- ставни болки
- бронхит, белодробен емфизем
- автоимунни заболявания (мултиплена склероза, атопичен дерматит, автоимунен тиреоидит, лупус еритематодес, склеродермия, полиартрит)
- хепатити, чернодробни нарушения
- наднормено тегло
- язви на стомаха и дуоденума, гастрит, панкреатит
- изтощение
- фибромиалгия
- шум в ушите
- хемороиди
- кожни заболявания
- епилепсия

### Кордицепс китайски[20](Cordyceps sinensis)
Гъбата кордицепс съдържа вещества, които възпрепятстват процесите на разлагане. Активните вещества на гъбата са полизахариди, деоксинуклеозиди (кордицепин), други променени нуклеозиди, като хидрокси-етиладенозин с антивирусни свойства. В естествени условия расте в Тибет, на височина до 5000 метра. Нейната естествена хранителна основа не е дървесен субстрат, както при другите гъби, вид гъсеница. Гъбата напада гъсеницата, убива я на даден етап и от нея пониква тялото на гъбата с форма на пръсти.
Прилага се успешно при:
- допълваща терапия при различни онкологични заболявания (на белите дробове, бъбреците, панкреаса, пикочния мехур, щитовидната жлеза, мозъчни тумори, левкози и лимфоми)
- потискане на страничните ефекти на химиотерапията
- некроза на туморните инфилтрати
- засилва имунната система при имунодефицитни състояния като СПИН
- тежки физически натоварвания, за бързо възстановяване на мускулите
- сексуални нарушения, понижено либидо
- стрес, депресии, безпокойство, заедно с Рейши
- намалени работоспособност и издръжливост, синдром на хроничната умора
- детоксикация на организма
- ревматизъм
- нарушения в съня
- нарушения на мастната обмяна и наднормено тегло
- астма
- шум в ушите
- естествен антибиотик срещу бактериални инфекции
- сърдечно-съдови заболявания, исхемична болест, инфаркт, атеросклероза

### Агарикус Блазеи[21](Agaricus blazei murrill)
Открита е през 1965 година от американския миколог Мюрил. Произхожда от джунглите на Бразилия, където местните я наричат „Гъбата на Бога“ и я ползват като последно средство при сериозни заболявания. Има най-високо полизахаридно съдържание от всички лекарствени гъби.
Прилага се успешно за:
- комплементарна терапия при онкологични заболявания (млечна жлеза, яйчници, кожа, храносмилателна система, черен дроб, левкози, простата, метастатични процеси)
- превенция на рак
- понижаване на страничните ефекти от химиотерапията
- панкреатити
- засилване на имунната система при СПИН и други инфекции
- отоци
- автоимунни заболявания (мултиплена склероза, атопичен дерматит, автоимунен тиреоидит, лупус еритематодес, склеродермия, полиартрит)
- кожни заболявания
- хепатити и детоксикация на черния дроб
- бронхит, астма, алергия
- гастрит
- диабет
- хипертония
- стенокардия
- еректилна дисфункция
- мигрена
- хронична умора, изтощение
- забавяне на процесите на стареене
- възстановяване микрофлората на червата
- потиска развитието на гъбичните заболявания – аспергилоза, кандидоза
- обща детоксикация

### Херициум[22](Hericium erinaceus)
Гъбата херициум се препоръчва като съпътстваща терапия при сериозни заболявания като:
- рак, предимно на храносмилателната система (стомах, хранопровод, черва, панкреас, мозък)
- при химиотерапия – намалява страничните ефекти
- възпаления и язви, преди всичко на стомаха и на лигавицата на хранопровода, както и при проблеми с чревната флора, киселини в стомаха, ГЕРБ (гастроезофагеална рефлуксна болест)
- възпаление на панкреаса
- болест на Крон
- хроничен улцерозен колит
- наднормено тегло и нарушения на мастната обмяна
- заболявания на периферните нерви – полиневропатия, Алцхаймер
- състояние на страх, депресия, безпокойство
- за стимулиране на имунната система
- хемороиди, заедно с Аурикулария
- при инфекции и други

Лечебното ѝ действие се приписва на полизахаридите и полипептиите, които активизират имунната система да разпознава раковите клетки и да им противодейства.

### Кориолус пъстроцветен[23](Coriolus versicolor)
В китайската традиционна медицина кориолус се използва за поддържане на черния дроб и далака, за извеждане на токсини от организма и смъкване на температура, като тоник за сърцето, за редуциране на слузта и се препоръчва при рак, хроничен хепатит, при умора, както и при инфекции на горните дихателни пътища. Високо ефективен е при различни видове вирусни инфекции. Съдържа активните вещества полизахавид-К (PSK) и полизахарид-пептид (PSP).
Прилага се успешно при:
- комплементарна терапия при онкологични заболявания (хормонално зависим рак на простатата, пикочен мехур, млечна жлеза, яйчници, кожа, черен и бял дроб, хранопровод, черва, стомах, мозък, левкози лимфоми, метастатични процеси)
- потиска страничните ефекти на химиотерапията

- множество вирусни (грип, херпес, СПИН); бактериални и гъбични инфекции
- инфекции на горните дихателни пътища
- чернодробни нарушения, хепатити
- диабет
- ревматизъм
- хипертония
- гастрити, язви, колити
- кожни заболявания, брадавици
- мигрена
- отоци
- шум в ушите

### Копринус (Coprinus comatus)
Това е една от малкото медицински гъби, чиято терапевтична ефективност е установена в Европа. Расте не само в горите, но и по тревните площи в населени места. Богата е на протеини, съдържащи есенциални аминокиселини, голямо разнообразие от минерали и микроелементи. Популярна е сред събирачите заради аромата, подобен на аспержи.
Прилага се успешно при:
- комплементарна терапия при някои онкологични заболявания (саркоми, заедно с аурикулария и херициум; рак на яйчниците и млечната жлеза)
- регулира нивата на кръвната захар при диабет тип I и II
- атеросклероза, нарушения на оросяването
- възстановяване на чревната флора
- нарушения на съединителната тъкан
- възпалителни процеси
- хемороиди и нарушения на храносмилането
- сърдечен инфаркт, заболявания на кръвоносните съдове, ритъмни нарушения

### Аурикулария[24](Auricularia polytricha)
Това е една от най-отдавна известните ядливи гъби. Има данни, че се е култивирала в Китай от преди 1500 години.
Успешно се прилага за:
- комплементарно лечение на някои видове рак (саркоми, заедно с копринус, кожен и простатен карцином)
- атеросклероза и нарушения на кръвоснабдяването
- усилване на имунната система
- тромбози
- регулиране на кръвното налягане
- понижаване нивата на холестерола
- хемороиди
- повишаване на либидото
- мигрена
- понижаване на телесното тегло
- понижаване риска от сърдечен инфаркт, инсулт
- третиране на кожни и лигавични и очни възпаления
- неутрализиране на свободните радикали

### Полипорус[25](Polyporus umbellatus)
В Китай считана за традиционен природен антибиотик отпреди повече от 1000 години. Този силен ефект се използва както за дезинфекция, така и за общо укрепване на организма.
Успешно се прилага при:
- комплементарно лечение на някои видове тумори (рак на белия дроб, левкемии), счита се, въздейства върху ДНК на туморните клетки
- неутрализира страничните ефекти на химиотерапията
- засилване на имунната система
- повишен холестерол
- влошена сърдечна функция
- дехидратация, но без загуба на калий
- хипертония – понижава диастолната стойност
- възпаление на съединителната тъкан
- намаляване на плеврални изливи и асцит, поради изразеното си диуретично действие

## Активни съставки на лекарствените гъби
Активните вещества в лекарствените гъби са хетерополизахариди, тритерпени, стероли, лектини и ензими. Те имат антитуморни, антивирусни, антихистаминни и антихолестеролни свойства, поддържат черния дроб и имат способност да неутрализират свободните радикали. Най-важните вещества, които се съдържат в лекарствените гъби, са водоразтворимите полизахариди. Съществуват няколко различни вида, но най-полезните от медицинска гледна точка са 1,3 бетаглюканите и гликопротеините, които са съставени от няколко вериги от бетаглюканни връзки. Те показват имуномодулиращи и антитуморни свойства, тъй като увеличават броя на NK-клетките (клетки естествени убийци) и броя и активността на неутрофилите, на макрофагите и Т- и В-лимфоцитите. Според изследване на английската неправителствена организация Cancer Research UK и Университета Стратклайд от 2002 г., полизахаридите се свързват със специфични рецептори на имунните клетки, имунната система ги разпознава като антигени и в резултат на това се активира и противодейства по-ефективно на раковите клетки.
За да се извлекат в пълна степен активните съставки на гъбите, е необходим сложен технологичен процес. Обикновено за по-голяма ефективност при пациентите с рак се използват екстракти от плодните тела на гъбите, а не от гъбен мицел. Производството на гъбения мицел е по-евтино от технологична гледна точка и това е причина на пазара по-често да се намират продукти от гъбен мицел, като производителят умишлено крие този факт. Тези продукти са по-малко ефективни в сравнение с продуктите от плодните тела на гъбите. За повишаване на биоусвоимостта на активните вещества от гъбите се използва съвременна технология за разрушаване на клетъчната стена на спората, която достига до 99% при реномираните производители. Това се прави с цел по-добро усвояване на полизахаридите от организма. В противен случай гъбните продукти не запазват в пълна степен ефективността и полезността си. Продуктите с високо качество имат сертификати за произход, за добра производствена практика и за органично производство.

## Изследователи на лекарствените гъби
Един от първите изследователи на лекарствените гъби е японският професор Тецуро Икекауа, епидемиолог в Научноизследователския институт на Националния онкологичен център в Токио, Япония. Икекауа забелязва, че в префектура Нагано на Япония, в която традиционно се отглежда ядливата гъба Еноки, има много по-малък процентен дял смъртни случаи, причинени от ракови заболявания, в сравнение с другите региони на Япония. В семействата на производителите на гъби Еноки смъртните случаи от рак при мъжете са с 36,6%, а при жените с до 42,7% по-редки от средните за страната.
В Европа терминът „микотерапия“ за първи път е въведен от немския изследовател на гъбите проф. д-р Ян И. Лелей през 90-те години на 20 век. В книгата си „Лечебната сила на гъбите“ той разглежда голям брой видове гъби, които имат лечебни свойства и изследва широкия им спектър от приложения.
Пол Стаметс е американски миколог, автор на редица изследвания и застъпник на природолечението и използването на лечебни гъби. Той е активен в изследването на медицинските свойства на гъбите и участва в две клинични изследвания на Националния здравен институт на САЩ върху лечението на рак и СПИН с използването на лечебни гъби като допълваща терапия. Стаметс открива 4 нови вида гъби. Получил е 9 патента за открити от него антивирусни и лечебни свойства на гъбния мицел.
Работата на Стаметс е представена в няколко документални филма – „Единадесетия час“, Dirt! The Movie и 2012: Time for Change. Той участва в TED talk с лекции за ролята на гъбите за опазване на природата и като лекарство – „Пол Стаметс за 6-те начина, по които гъбите могат да спасят света“, „Is the world ready for a Medical Mushroom MysteryTour?“.

## Институти, неправителствени организации и университети, изследващи лекарствените гъби
- Сдружение „Общество по лекарствените гъби България“
- Американски институт по гъбите, САЩ
- Национален раков институт, САЩ
- Национална ракова асоциация, Великобритания
- Институт „Материя Медика“ към Китайската академия по медицински науки, Пекин, Китай
- Шанхайски институт по китайска медицина
- Институт по микология „Иваде“ в Япония
- Национален раков институт в Токио, Япония
- Институт по Еволюция към Университета Хайфа, Израел
- Национален раков институт Блохин, Русия
- Научен институт по биологична химия и геномика, академия Синика, Тайван